# SamSam
SamSam – francuski serial animowany opowiadający o perypetiach SamSama – najmniejszego superbohatera świata.

## Bohaterowie pozytywni
- SamSam – siedmioletni chłopiec, tytułowy bohater. Ubrany w czerwony kostium z czarną literą "S". Mieszka na SamPlanecie z SamMamą, SamTatą i Misiaczkiem (z oryginału: SamMisiaczek). Jest Superbohaterem. Ma długie, szpiczaste uszy, które wyglądają jak rogi. Jego ulubioną bronią jest kosmiczny miotacz, wyposażony w wiele funkcji (min. laser, kotwica, bańki mydlane). Posiada również czerwony SamSpodek. Jest bardzo odważny, jako jedno z niewielu dzieci walczy z czarnymi charakterami, ale często działa impulsywnie.
- Groszek – przyjaciel SamSama. Malutki i zielony. Pochodzi z planety Marf, ale uciekł przed panowaniem króla Marfala I i mieszka na SamPlanecie z rodzicami, którzy jednak nigdy nie wystąpili osobiście. Czasami tęskni za swoim dawnym domem. Jako jedyny z klasy nie umie latać, chociaż chciałby się tego nauczyć. Czasem podróżuje kosmicznym pojazdem, przypominającym skuter. Wyglądem różni się od innych Marfian. Jest zakochany w SuperJulce.
- SuperJulka – przyjaciółka SamSama, chociaż czasem rywalizują. Zawsze nosi różowy kostium z błyszczącym serduszkiem. Posiada miotacz promieni perswazji (różowa kulka unosząca się nad głową), który pozwala hipnotyzować innych oraz używać telekinezy. Ma też różowy spodek kosmiczny. Lubi całować swoich przyjaciół, zwłaszcza SamSama. Jest najbystrzejsza w klasie.
- Misiaczek – żywy pluszak SamSama. Podobnie jak on nosi czerwony kostium z literą "S". Często towarzyszy mu podczas misji.
- LeonLeon – jeden z uczniów w szkole, do której chodzą SamSam, SuperJulka i Groszek. Jest kosmicznym bohaterem i nosi pomarańczowy kostium.
- MiauKotka – najlepsza przyjaciółka SuperJulki, przyjaźni się też bliżej z Kikim. Jest kotem i bardzo szybko lata. Ma żółtą skórę i nosi fioletowy kostium. Jest wyraźnie wyższa i szczuplejsza od reszty klasy.
- Kiki – uczeń ze szkoły SamSama. Porusza się na inwalidzkim spodku, posiadającym wiele funkcji (min. mechaniczne ramiona, sieć). Nosi czarny kostium. Jego najbliższą przyjaciółką jest MiauKotka.
- Zozu - uczennica ze szkoły SamSama. Ubrana jest w biały, okrągły kostium.
- Bezimienna uczennica ze szkoły SamSama. Ma skrzydełka, czułki, czarne włosy i nosi niebieski kostium. Bardzo lubi LeonaLeona, raz nawet dała mu buziaka.
- Flejek – kumpel SamSama. Dobrze wie, jak bałaganić. Jest szary i przypomina świnię lub dzika. Lubi wszystko, co brudne i śmierdzące.
- Panna Brygida – nauczycielka SamSama. Nosi okulary i brązowy kostium. Mimo że uczy klasę kosmicznych bohaterów, sama nie posiada żadnych mocy. Jest bardzo wymagająca, ale czasem tez nagradza swoich uczniów. Podczas wycieczek szkolnych jej sala lekcyjna zmienia się w latającą platformę.
- SamRodzice – są rodzicami SamSama. Oboje noszą czerwono-szare kostiumy i mają długie, szpiczaste uszy. Często chodzą razem do restauracji.
- Mega Gino - dorosły superbohater, przypomina SamTatę, ale jego kostium jest żółto-szary. Swoją siłę czerpie z pasa. Przyjaźni się z SamMamą, co początkowo wzbudzało zazdrość jej męża i syna, ale ostatecznie Mega Gino zaprzyjaźnił się z SamTatą.

## Bohaterowie negatywni
- Wielki Zły Sen – czarny potwór podobny do byka, który potrafi zniekształcać rzeczywistość, zmieniać zachowanie mieszkańców SamPlanety a nawet odbierać im moce. Może też zmieniać postać, wcześniej posiadał pilot do kontrolowania czasu.
- Łóżkosikacze – trzy żółte stworki z sikaczami, którymi obsikują dzieci. Przed atakiem śpiewają swoją piosenkę.
- Nakręcacze - czerwone stworki, podobne do Łóżkosikaczy, tyle że nie sikają, lecz nakręcają do robienia głupstw.
- Piraci – zły gang, jedni z najgroźniejszych antagonistów. Zazwyczaj kradną lub porywają kosmicznych bohaterów. Poruszają się wielkim, metalowym statkiem, przypominającym wieloryba. Wodzem piratów jest Wrednobrody. Jego największym marzeniem jest znaleźć skarb.
- Król Marfal I – król planety Marf. Jest bardzo zarozumiały i samolubny. Lubi gnębić swoich poddanych. Nie umie wymówić "s" i "z" - zamiast tego mówi "f" i "w". Jest dość niski w porównaniu do innych mieszkańców planety i nosi na głowie złotą koronę. W zależności od sytuacji bywa pomocny lub groźny. Czasami porywa kosmicznych bohaterów. Posiada berło z wbudowanym miotaczem laserowym. Jest zakochany w SamMamie i Pannie Brygidzie. Lubi grać w golfa.
- Cień SamSama – wystąpił w odcinku "Cień SamSama". Wyglądał jak SamSam, ale był cały czarny. Zachowywał się przeciwnie do właściciela.
- Szydercy – dwie czarne kulki z oczami. Wystąpiły w odcinku "Śmieszny i Żałosny". Przed ważnym występem szydziły z SamSama, ale ten przestał się nimi przejmować i je przegonił.

## Spis odcinków
| N/o                   | Polski tytuł                            | Francuski tytuł                  | Angielski tytuł                            |
| --------------------- | --------------------------------------- | -------------------------------- | ------------------------------------------ |
|                       |                                         |                                  |                                            |
| SERIA PIERWSZA (2007) |                                         |                                  |                                            |
|                       |                                         |                                  |                                            |
| 01                    | Atak Łóżkosikaczy                       | L'attaque des Pipiolis           | The Wettabeds Attack                       |
|                       |                                         |                                  |                                            |
| 02                    | Powrót na Marfa                         | Retour sur March                 | Back to Marth                              |
|                       |                                         |                                  |                                            |
| 03                    | Flejek czyściochem                      | Crapouille devient propre        | Mucky Yuck Becomes Clean                   |
|                       |                                         |                                  |                                            |
| 04                    | Drzewo magicznych kart                  | L'arbracarte                     | The Magic Card Tree                        |
|                       |                                         |                                  |                                            |
| 05                    | Śmieszny i żałosny                      | Grotesque et ridicule            | Ludicrous and Ridiculous                   |
|                       |                                         |                                  |                                            |
| 06                    | Planeta luster                          | La planète aux miroirs           | Planet of Mirrors                          |
|                       |                                         |                                  |                                            |
| 07                    | Nie całujcie SamSama                    | Plus de bisous pour Samsam       | No More Kisses For SamSam                  |
|                       |                                         |                                  |                                            |
| 08                    | Kłopoty z piratami                      | Une dent contre les Piratroces   | Fed Up To The Teeth With The Piratrocities |
|                       |                                         |                                  |                                            |
| 09                    | Na pomoc Misiaczkowi                    | Le doudou de Barbaféroce         | Never Without Sam Teddy                    |
|                       |                                         |                                  |                                            |
| 10                    | Nie taki zły wybór                      | Choix pas triste                 | No Such a Bad Choice                       |
|                       |                                         |                                  |                                            |
| 11                    | Potwory, które się wprosiły             | Les monstres s'invitent          | The Monsters Who Invited Themselves        |
|                       |                                         |                                  |                                            |
| 12                    | Niewidzialny SamSam                     | L'invisible Samsam               | The Invisible SamSam                       |
|                       |                                         |                                  |                                            |
| 13                    | Groszek bohaterem                       | Tel est pris qui croyait prendre | What Goes Around Comes Around              |
|                       |                                         |                                  |                                            |
| 14                    | Wymiana                                 | Et si on changeait d'enfant ?    | What About Switching Kids?                 |
|                       |                                         |                                  |                                            |
| 15                    | Marthotworek                            | Le Marcholéon                    | The Marthonians                            |
|                       |                                         |                                  |                                            |
| 16                    | SamSam nie chce spać                    | Samsam n'a pas sommeil           | Sam Sam Is Not Sleepy                      |
|                       |                                         |                                  |                                            |
| 17                    | Bezimienny potwór                       | Le monstre sans nom              | The Monster With No Name                   |
|                       |                                         |                                  |                                            |
| 18                    | Urodziny Jego Wysokości                 | L'hôte de cha majechté           | Hith Majethty Hotht                        |
|                       |                                         |                                  |                                            |
| 19                    | Nauczycielka marzeń                     | Une maîtresse de rêve            | A Dream Teacher                            |
|                       |                                         |                                  |                                            |
| 20                    | Planeta potworów                        | La planète des monstres          | Planet of Monsters                         |
|                       |                                         |                                  |                                            |
| 21                    | Przyjaciele Flejka                      | Les amis de Crapouille           | MuckyYuck’s Friends                        |
|                       |                                         |                                  |                                            |
| 22                    | Chłopięce i dziewczęce zabawy           | Jeux de filles, jeux de garçons  | Boys and Girls Games                       |
|                       |                                         |                                  |                                            |
| 23                    | Wielkolud z Martha                      | Le géant de March                | The Marth Giant                            |
|                       |                                         |                                  |                                            |
| 24                    | Dzień Wielkiego Złego Snu               | Une journée grocauchemardesque   | A Bigbad Dreamy Day                        |
|                       |                                         |                                  |                                            |
| 25                    | Zagubieni w kosmosie                    | Perdus dans l'espace             | Lost in Space                              |
|                       |                                         |                                  |                                            |
| 26                    | Podwieczorek u Flejka                   | Réception chez Crapouille        | Get Together At MuckyYuck’s                |
|                       |                                         |                                  |                                            |
| 27                    | Piraci nie bawią się zabawkami          | Pas de jouet pour les Piratroces | No Toys For The Piratrocities              |
|                       |                                         |                                  |                                            |
| 28                    | Syn pirata                              | Samatroce le Piratroce           | Samatrocity The Piratrocity                |
|                       |                                         |                                  |                                            |
| 29                    | Kiki Złodziejem                         | Kiki voleur                      | Kiki The Thief                             |
|                       |                                         |                                  |                                            |
| 30                    | Wódz piratów w szkole                   | Un piratroce à l'école           | A Piratrocity at School                    |
|                       |                                         |                                  |                                            |
| 31                    | Opiekunka do dzieci                     | Une étrange baby-sitter          | A Strange Baby Sitter                      |
|                       |                                         |                                  |                                            |
| 32                    | Niespodziewany gość                     | L'invité surprise                | A Surprise Guest                           |
|                       |                                         |                                  |                                            |
| 33                    | Cień SamSama                            | L'ombre qui en dit trop          | SamSam’s Silhouette                        |
|                       |                                         |                                  |                                            |
| 34                    | Wielki wstyd                            | La honte                         | Big Shame                                  |
|                       |                                         |                                  |                                            |
| 35                    | Skarb Wrednobrodego                     | Le trésor de Barbaféroce         | Beastlybeard’s Treasure                    |
|                       |                                         |                                  |                                            |
| 36                    | Zakład                                  | Le défi                          | The Challenge                              |
|                       |                                         |                                  |                                            |
| 37                    | Pasierb                                 | Mon beau fich                    | My Thon in Law                             |
|                       |                                         |                                  |                                            |
| 38                    | Wielki wyścig kosmiczny                 | La grande course de l'espace     | The Big Space Race                         |
|                       |                                         |                                  |                                            |
| 39                    | Galaktyczna pomyłka                     | Une gaffe galactique             | What A Galactic Mistake!                   |
|                       |                                         |                                  |                                            |
| 40                    | Marthal jest zbyt miły                  | Marchel est trop gentil          | Marthial is Too Nice                       |
|                       |                                         |                                  |                                            |
| 41                    | Kwadratowe oczy                         | Les yeux carrés                  | The Squared Eyes                           |
|                       |                                         |                                  |                                            |
| 42                    | Bunt robotów                            | La maison se révolte             | The House’s Revolution                     |
|                       |                                         |                                  |                                            |
| 43                    | Dziewczęce moce                         | Le pouvoir des filles            | Girls Power                                |
|                       |                                         |                                  |                                            |
| 44                    | Co się stało Misiaczkowi?               | Qu'est-il arrivé à SamNounours ? | What Happened To Sam Teddy                 |
|                       |                                         |                                  |                                            |
| 45                    | Tajna misja                             | Le passager clandestin           | Secret Mission                             |
|                       |                                         |                                  |                                            |
| 46                    | Ochrona kosmosu                         | L'espace n'est pas une poubelle  | Take Care Of The Space                     |
|                       |                                         |                                  |                                            |
| 47                    | SuperJulka i Łóżkosikacze               | Superjulie et les Pipiolis       | Superjulie And The Wettabeds               |
|                       |                                         |                                  |                                            |
| 48                    | Super Tata                              | SuperPapa                        | Super Daddy                                |
|                       |                                         |                                  |                                            |
| 49                    | Choroba kosmiczna                       | Le mal de l'espace               | Space Sick                                 |
|                       |                                         |                                  |                                            |
| 50                    | SuperJulka zniknęła                     | L'enlèvement de Superjulie       | Superjulie Disappears                      |
|                       |                                         |                                  |                                            |
| 51                    | Nowa praca Flejka                       | Le nouveau métier de Crapouille  | Muckyuck’s New Job                         |
|                       |                                         |                                  |                                            |
| 52                    | Największy lęk SamSama                  | La grande peur de Samsam         | SamSam’s Biggest Fear                      |
|                       |                                         |                                  |                                            |
| SERIA DRUGA (2010)    |                                         |                                  |                                            |
|                       |                                         |                                  |                                            |
| 53                    | Misja: Meteoryt                         | Mission météorite                | Meteroid's Mission                         |
|                       |                                         |                                  |                                            |
| 54                    | Gwiazdy pop                             | Les étoiles Pop                  | Pop stars                                  |
|                       |                                         |                                  |                                            |
| 55                    | Kosmospa                                | La Cosmeluche                    | Cosmic Cross-Eye                           |
|                       |                                         |                                  |                                            |
| 56                    | Planetoli                               | Une partie de Maxi-planètes      | A Game Of Maxi Planets                     |
|                       |                                         |                                  |                                            |
| 57                    | Kamyk dla SamMamy                       | Une pierre pour SamMaman         | A Rock of SamMommy                         |
|                       |                                         |                                  |                                            |
| 58                    | Mega Gino                               | Méga Gino                        | Mega Gino                                  |
|                       |                                         |                                  |                                            |
| 59                    | Śmiech SamSama                          | Le rire de SamSam                | SamSam's Laugh                             |
|                       |                                         |                                  |                                            |
| 60                    | Skarb Venuf                             | Le trésor de Vénuf               | The Treasure of Venuf                      |
|                       |                                         |                                  |                                            |
| 61                    | Za garść cukierków                      | Pour une poignée de bonbons      | For a Fist Full Of Candy                   |
|                       |                                         |                                  |                                            |
| 62                    | Wielkie głupstwo                        | La grosse bêtise                 | The Big Mistake                            |
|                       |                                         |                                  |                                            |
| 63                    | Prima Marfilis                          | Poichon de March                 | Mars Fools                                 |
|                       |                                         |                                  |                                            |
| 64                    | Miłość i Fujfuje                        | Les Beurkbeurks de l’amour       | The Dirty Doodahs of Love                  |
|                       |                                         |                                  |                                            |
| 65                    | Jeden za wszystkich, wszyscy za jednego | Un pour tous, tous pour un !     | One For All, All For One                   |
|                       |                                         |                                  |                                            |
| 66                    | Gwiezdne pudełko                        | La boite à étoiles               | The Star Box                               |
|                       |                                         |                                  |                                            |
| 67                    | Wojna kolorów                           | En vert et contre tous           | Painting The Town Red                      |
|                       |                                         |                                  |                                            |
| 68                    | Pan Grzegorz                            | Monsieur Georges                 | Mr George                                  |
|                       |                                         |                                  |                                            |
| 69                    | Kometa Marfala                          | La comète de Marchel             | Marth's Comet                              |
|                       |                                         |                                  |                                            |
| 70                    | Stłuczony flet                          | La flûte brisée                  | The Broken Flute                           |
|                       |                                         |                                  |                                            |
| 71                    | Klakson                                 | Un remplaçant pour SamNounours   | A Replacement of SamTeddy                  |
|                       |                                         |                                  |                                            |
| 72                    | Nowy nauczyciel                         | Le nouveau maître                | The New Teacher                            |
|                       |                                         |                                  |                                            |
| 73                    | Gra w karty                             | La journée des cartes            | Card Day                                   |
|                       |                                         |                                  |                                            |
| 74                    | Moja pierwsza gwiazda                   | Ma première étoile               | My First Star                              |
|                       |                                         |                                  |                                            |
| 75                    | Groszka wzloty i upadki                 | Petit Pôa ne manque pas d’air    | SweetPea Catches Air                       |
|                       |                                         |                                  |                                            |
| 76                    | Same kłopoty                            | Une chourche d’ennuis            | The Fountain Of Trouble                    |
|                       |                                         |                                  |                                            |
| 77                    | Marcha pianki                           | March Mallo                      | Marth-Mallow                               |
|                       |                                         |                                  |                                            |
| 78                    | Nie ruszać się                          | On ne bouge plus                 | Freeze                                     |
|                       |                                         |                                  |                                            |
| 79                    | Potrafisz!                              | Même pas cap’!                   | I Dare You                                 |
|                       |                                         |                                  |                                            |
| 80                    | Wrota bohaterów                         | La porte des héros               | Heroes Door                                |
|                       |                                         |                                  |                                            |
| 81                    | Misja: kolczyk                          | Une brillante mission            | A Brillant mission                         |
|                       |                                         |                                  |                                            |
| 82                    | Marf TV                                 | March TV                         | Marf TV                                    |
|                       |                                         |                                  |                                            |
| 83                    | W skórze Flejka                         | Dans la peau de Crapouille       | In MuckyYuck Shoes                         |
|                       |                                         |                                  |                                            |
| 84                    | SamSam traci przyjaciół                 | SamSam n’a plus d’amis           | SamSam Has No Friends                      |
|                       |                                         |                                  |                                            |
| 85                    | Tort dla króla                          | Du tout cuit!                    | Piece of Cake                              |
|                       |                                         |                                  |                                            |
| 86                    | Marfal rzekł                            | Marchel a dit                    | Marthial Says                              |
|                       |                                         |                                  |                                            |
| 87                    | Gwiazda gwiazd                          | Star des étoiles                 | Galactic Idol                              |
|                       |                                         |                                  |                                            |
| 88                    | SamSamie, dość!                         | SamSam suffit !                  | That's Enough SamSam                       |
|                       |                                         |                                  |                                            |
| 89                    | Narysuj mi skarb                        | Dessine-moi un trésor...         | Draw me a treasure                         |
|                       |                                         |                                  |                                            |
| 90                    | SamSam traci głowę                      | SamSam perd la tête              | SamSam Loses His Head                      |
|                       |                                         |                                  |                                            |
| 91                    | Tańcz                                   | Danse!                           | Dance                                      |